# Laccodrosophila heedi
Laccodrosophila heedi är en tvåvingeart som beskrevs av Wheeler 1957. Laccodrosophila heedi ingår i släktet Laccodrosophila och familjen daggflugor.
Artens utbredningsområde är Colombia. Inga underarter finns listade i Catalogue of Life.